# Fight Club (novela)
Fight Club (conocida como  El club de la lucha en España y como  El club de la pelea en Hispanoamérica) es una novela publicada en 1996 por Chuck Palahniuk, siendo esta su ópera prima.
La trama gira en torno a un protagonista sin nombre que lucha contra su creciente molestia hacia el consumismo y los cambios del estado de la masculinidad en la cultura estadounidense. En un intento por superarla, crea un club de boxeo clandestino como nueva forma de terapia. La novela fue adaptada al cine con el mismo título en 1999 por el director David Fincher, lo que haría que la historia se convirtiera en un fenómeno de la cultura popular. Por su popularidad, la novela se ha convertido en blanco de muchas críticas, principalmente por sus descripciones explícitas de violencia. Su secuela titulada Fight Club 2 fue lanzada en formato cómic en mayo de 2015.

## Historia
Cuando Palahniuk hizo su primer intento de publicar una novela (Monstruos invisibles) los editores la rechazaron por ser demasiado perturbadora. Esto le llevó a trabajar en El club de la lucha, que escribió como un intento de perturbar al editor incluso más para que la rechazara. Palahniuk escribió esta historia mientras trabajaba para la compañía de camiones Freightliner. Tras publicarla inicialmente como una historia corta (que se convirtió en el capítulo 6 de la novela) en la recopilación Pursuit of Happiness, Palahniuk la amplió hasta una novela completa que, contrariamente a sus expectativas, el editor estuvo dispuesto a publicar. Aunque la edición original en tapa dura del libro recibió críticas positivas y algunos premios, estuvo poco tiempo a la venta. Sin embargo, el libro se abrió camino hasta Hollywood, donde el interés por adaptarla al cine estaba creciendo. Finalmente fue adaptado en 1999 por el guionista Jim Uhls y el director David Fincher. La película fue un fracaso en taquilla (aunque ocupó el primer puesto en la recaudación de su primer fin de semana de exhibición en Estados Unidos) y las reacciones de la crítica fueron contradictorias, pero pronto se convirtió en película de culto tras ser lanzada en DVD (con algunos de los críticos cambiando su opinión a resultas del DVD). Como consecuencia de esto, la edición original en tapa dura se convirtió en objeto de coleccionismo. Dos reediciones de bolsillo de la novela, una en 1999 y la otra en 2004 (esta última con una introducción de Palahniuk sobre la concepción y la popularidad del libro y la película), se hicieron más tarde. Este éxito ayudó a lanzar la carrera de Palahniuk como novelista popular, así como también a fundar un estilo que aparecería en todos los libros posteriores del autor.
A pesar de la creencia popular, Palahniuk no se inspiró en ningún club de lucha real para escribir la novela. El propio club está basado en una serie de peleas en las que Palahniuk participó en los años anteriores (principalmente una que tuvo durante una acampada). Incluso aunque ha mencionado esto en muchas entrevistas, Palahniuk sigue siendo aún abordado a menudo por fanes que quieren saber dónde se reúne el club de lucha local. Palahniuk insiste en que no hay organización real y singular alguna como la del libro. Admite sin embargo que algunos fanes le han mencionado que algunos clubes de lucha (aunque mucho más pequeños que el de la novela) existen o han existido con anterioridad (algunos mucho antes de la escritura de la novela).
Muchos otros sucesos de la novela también estaban basados en sucesos que el propio Palahniuk había experimentado. Los grupos de apoyo a los que el narrador asiste están basados en los grupos de apoyo a los que el autor llevaba a enfermos terminales como parte de un trabajo voluntario que hacía para un hospicio local. El Proyecto Mayhem está vagamente basado en la Cacophony Society, de la que Palahniuk es miembro. Diversos sucesos y personajes están basados en amigos del autor. Otros sucesos surgieron como resultado de historias de diversas personas con las que había hablado. Este método de combinar varias historias de diversa gente en novelas se ha convertido en una forma habitual de escribir novelas para Palahniuk desde entonces.
Fuera de la vida personal y profesional de Palahniuk, el impacto de la novela se ha sentido por todas partes. Varios individuos en diversos lugares de los Estados Unidos (y posiblemente de otros países) han organizado sus propios clubes de lucha basados en el mencionado en la novela. Algunas de las bromas de Tyler en sus trabajos (como estropear la comida) han sido reproducidas por fanes del libro (aunque estas misma bromas existían mucho antes de que se publicase la novela, como añadir metraje desagradable a películas comerciales, algo que Palahniuk tomó del hoax Cine o pistola). Finalmente Palahniuk documentó este fenómeno en su ensayo Monkey Think, Monkey Do, que fue publicado en su libro Stranger Than Fiction: True Stories, así como en la introducción de la edición de bolsillo de 2004 de El club de la lucha. Otros fanes del libro también han sido inspirados hacia actividades no antisociales: Palahniuk ha afirmado que los fanes le dicen que han sido inspirados para volver a la universidad tras leer el libro.
Además de las películas, se han intentado algunas otras adaptaciones. Palahniuk, Fincher y Trent Reznor están desarrollando una versión musical. Brad Pitt, que interpretó el papel de Tyler Durden en el cine, también ha expresado su interés en participar. Un videojuego vagamente basado en la película fue publicado en 2004 por Vivendi Universal Games, recibiendo malas críticas.

## Resumen de la trama
La historia gira en torno a un narrador sin nombre que odia su trabajo y la forma de vida que lleva. El narrador trabaja para un fabricante de automóviles sin nombre, organizando las revisiones de modelos defectuosos si y solo si el coste de éstas es inferior al coste total de las indemnizaciones pagadas a los familiares de los fallecidos (lo que recuerda las historia de los problemas de seguridad y la retirada final del Ford Pinto en los años 1970). Al mismo tiempo, está desilusionándose del «instinto anidador» de consumismo que ha absorbido su vida, lo que provoca que se defina a sí mismo como una persona basada en los muebles, ropas y otros objetos materiales que posee. Estos dos aspectos de su vida, combinados con los frecuentes viajes de trabajo a través de distintas zonas horarias, le perturban hasta el punto de provocarle un insomnio crónico.
Tras la recomendación de su médico (que no considera su insomnio una enfermedad seria), el narrador asiste a grupos de apoyo para hombres con cáncer testicular para ver lo que es sufrir de verdad. Tras averiguar que llorar en estos grupos de apoyo y escuchar los testimonios emocionales de individuos que sufren le permite dormir por las noches, se vuelve adicto a asistir a ellos. Al mismo tiempo, se hace amigo de una víctima del cáncer llamada Bob. Aunque en realidad no padece ninguna de las enfermedades que los demás participantes tienen, nunca es sorprendido como «turista» hasta que conoce a Marla Singer, una mujer que también asiste a grupos de apoyo sin estar enferma. Su presencia «refleja» el «turismo» del narrador, recordándole que no pertenece realmente a los grupos de apoyo. Esto le impide ser capaz de llorar y por tanto provoca que odie a Marla. Como resultado de estos dos factores, el narrador es de nuevo incapaz de controlar su insomnio. Tras un corto enfrentamiento, ambos comienzan a acudir a grupos de apoyos diferentes para evitar encontrarse de nuevo.
Poco antes de este incidente, su vida cambia radicalmente tras conocer a Tyler Durden, un artista de playa que tiene varios trabajos nocturnos mal remunerados donde poder realizar gamberradas. Tras su confrontación con Marla, el apartamento del narrador resulta destruido por una explosión, por lo que le pregunta a Tyler si puede quedarse en su casa. Tyler acepta, pero le pide un favor: «Quiero que me golpees tan fuerte como puedas.» La pelea resultante en el aparcamiento de un bar atrae a más hombres desencantados, y una nueva forma de grupo de apoyo, el primer «club de lucha», surge. El club de lucha se convierte en un nuevo tipo de terapia mediante peleas a puño desnudo, regido por un código de ocho reglas:
1. No hablar del club de lucha.
2. Que ningún socio hable del club de lucha.[13]
3. Si alguien dice basta, flaquea o desfallece, el combate se acaba.[14]
4. Solo luchan dos hombres.
5. Solo habrá una pelea a la vez.
6. Ni camisas, ni zapatos.
7. Las peleas durarán el tiempo que sea necesario.
8. Si ésta es su primera noche en el club de lucha, tienen que pelear.[15]

Mientras tanto, Tyler rescata a Marla de un intento de suicidio y ambos inician una aventura que desconcierta al narrador. Durante toda esta aventura, Marla es bastante inconsciente de la existencia del club de lucha, y completamente inconsciente de la interacción entre Tyler y el narrador.
A medida que crece el número de miembros del club de lucha (y, sin que el narrador lo sepa, se extiende a otras ciudades de todo el país), Tyler comienza a usarlo para difundir sus ideas anticonsumistas y reclutar miembros para participar en ataques cada vez más elaborados contra corporaciones estadounidenses. Esta idea era originalmente del narrador, pero Tyler termina tomando el control en su lugar. Tyler termina reuniendo a los miembros más devotos del club de lucha (a los que se llama «monos espaciales») y forma el «Proyecto Mayhem», una organización sectaria que se adiestra como un ejército para derribar la civilización moderna. Esta organización, como el club de lucha, se rige por unas reglas:
1. No se hacen preguntas.
2. No se hacen preguntas.
3. No hay excusas.
4. No se miente.
5. Has de confiar en Tyler.[16]

El narrador comienza como un participante leal del Proyecto Mayhem, viéndolo como el siguiente paso del club de lucha. Sin embargo, se vuelve molesto con la creciente destructividad de sus actividades después de que provoquen la muerte de Bob.
Cuando el narrador intenta detener a Tyler y sus seguidores, descubre que él es Tyler, siendo este no una persona distinta sino una personalidad separada de sí mismo. A medida que el narrador luchaba contra su odio por su trabajo y su estilo de vida consumista, su mente comenzó a formar una nueva personalidad que era capaz de escapar de los problemas de su vida normal. La gota que colmó el vaso provocando que su mente se partiera fue Marla: cuando la conoció, Tyler nació como una personalidad separada debido al choque entre el deseo inconsciente del narrador de estar con ella y su odio consciente. Habiendo salido a la luz, la personalidad de Tyler fue adueñándose lentamente de la mente del narrador, planeando conquistarla por completo haciendo la personalidad real del narrador más parecida a la suya. Los episodios previos de insomnio del narrador habían sido en realidad la personalidad de Tyler aflorando, estando este activo cada vez que el narrador «dormía». Esto permitió a Tyler manipular al narrador para que este le ayudase a crear el club de lucha: Tyler aprendió recetas para crear explosivos cuando tenía el control, y usó estos conocimientos para volar su apartamento.
El narrador también descubre que Tyler planea volar varios edificios en el centro de la ciudad con la ayuda de bombas caseras fabricadas por el Proyecto Mayhem. Durante estas explosiones, planea morir como un mártir del Proyecto Mayhem, llevándose por tanto la vida del narrador con él. Al advertirlo, el narrador se propone detener a Tyler, a pesar de que este siempre le lleva la delantera. En sus intentos por detenerlo, hace las paces con Marla (que ahora considera al narrador su novio) y le explica que no es Tyler Durden. Finalmente es obligado por Tyler a enfrentarse a él en el tejado del edificio más alto de la ciudad, que está a punto de ser destruido junto con los otros edificios elegidos por el Proyecto Mayhem como blancos. Allí, el narrador logra convencer a Tyler de que ya no tiene control sobre él y que desde ahora él será el único que tome decisiones por sí mismo. Esto hace que sus alucinaciones de Tyler cesen, librando al narrador de su segunda personalidad para siempre.
Con Tyler desaparecido, el narrador espera que las bombas exploten y le maten. Sin embargo, las bombas resultan ser defectuosas debido a que Tyler usó una receta de parafina que nunca le salió al narrador, y por tanto tampoco a Tyler. Aún vivo y llevando la pistola que Tyler solía llevar con él, el narrador decide tomar la primera decisión que es realmente suya: ponerse el arma en la boca y dispararse. Algún tiempo después, despierta en un hospital psiquiátrico, aunque cree que ha muerto y llegado al cielo. Allí, recibe cartas regularmente de Marla, que aún se preocupa por él. El libro termina con los miembros del Proyecto Mayhem que trabajan en el hospital contándole al narrador que sus planes para cambiar la civilización como la conocemos siguen su curso, y que están esperando que Tyler vuelva.

## Personajes
- El narrador — El protagonista de la novela cuyo nombre nunca se menciona (aunque se mencione en el filme y en la novela muestre su nombre en un carné), pretendiendo hacer de él un personaje cotidiano. Empieza la historia sufriendo insomnio, y comienza a acudir a grupos de apoyo para enfermos terminales (fingiendo que se está muriendo de dichas enfermedades) para lograr dormir por las noches (tras llorar en ellos). Finalmente deja de acudir a ellos cuando funda el club de lucha junto a Tyler Durden como un método de tratar su insomnio y su disgusto con la cultura consumista. El odio hacia sí mismo, su inestabilidad mental y su comportamiento violento le hacen un buen ejemplo de antihéroe. Algunos fanes de la película llaman «Jack» al narrador, en referencia a una escena en la que lee historias escritas desde la perspectiva de los órganos de un hombre (por ejemplo, «el bulbo raquídeo de Jack»); los diálogos del protagonista en el guion oficial de la película también usan el nombre «Jack» para referirse a él. Además, algunos objetos del atrezzo de la película (como un cheque del narrador) llevan el nombre «Jack Moore», lo que indica que los miembros del equipo de rodaje también pensaban que ese era el nombre del narrador. El nombre «Jack» era «Joe» en la novela, y se cambió en la película para evitar conflictos con la revista Reader's Digest por su uso (los artículos leídos por el narrador fueron publicados en ella). El narrador de El club de la lucha sienta precedente para los protagonistas de las siguientes novelas de Palahniuk, especialmente en el caso de los personajes masculinos, que a menudo comparten su comportamiento antiheroico y transgresor.
- Tyler Durden — Un primitivista-nihilista con un fuerte odio hacia la cultura consumista. «Debido a su carácter»,[18] Tyler desempeña varios trabajos nocturnos donde provoca problemas en las correspondientes compañías. También realiza arte en la playa para hallar la «perfección». Es el cofundador del club de lucha (fue su idea de empezar una pelea lo que le llevó a ello). Posteriormente inicia el Proyecto Mayhem, desde el que él mismo y los demás miembros realizan diversos ataques contra el consumismo. El loco pero magnético Tyler podría también ser considerado un antihéroe (especialmente porque él y el narrador son técnicamente la misma persona), aunque se convierte en el antagonista de la novela más adelante en la historia. En las siguientes novelas de Palahniuk han aparecido pocos personajes como Tyler, si bien el de Ostra en Nana comparte ciertas similitudes.
- Marla Singer — Una mujer que el narrador conoce durante su asistencia a los grupos de apoyo. El narrador deja de recibir el mismo alivio cuando advierte que Marla está fingiendo sus problemas exactamente igual que él. Tras abandonar los grupos, se encuentran de nuevo cuando Marla conoce a Tyler y se convierte en su amante. En novelas posteriores de Palahniuk en las que el protagonista es masculino, también aparece un personaje femenino parecido a Marla. Estos personajes femeninos han ayudado a Palahniuk a añadir temas románticos a sus novelas
- Robert Bob Paulson — Un hombre que el narrador conoce en un grupo de apoyo para enfermos de cáncer testicular. Antiguo culturista, Bob perdió sus testículos por el cáncer debido posiblemente a los esteroides que usaba para aumentar su musculatura, y tuvo que recurrir a inyecciones de testosterona, lo que hizo que aumentasen los estrógenos en su cuerpo, provocando que le crecieran grandes pechos (ginecomastia) y desarrollase una voz más aguda. El narrador se hace amigo de Bob y, tras dejar los grupos de apoyo, vuelve a encontrárselo en el club de lucha. La muerte de Bob más adelante en la historia mientras llevaba a cabo una misión para el Proyecto Mayhem provoca que el narrador se vuelva contra Tyler.

## Motivos
En dos momentos de la novela el narrador afirma que quiere «limpiarse el trasero con la Mona Lisa» y un mecánico que se une al club de lucha también le repite esto en una escena. Este motivo refleja su deseo de caos, más tarde expresado explícitamente en su deseo de «destruir algo hermoso». Adicionalmente, menciona en otro momento que «Nada es estático. Incluso la Mona Lisa se está cayendo a pedazos.» El investigador literario de la Universidad de Calgary Paul Kennett afirma que este deseo de caos es el resultado de un complejo de Edipo, pues todos ellos (el narrador, Tyler y el mecánico) muestran desdén hacia sus padres. Esto se afirma más claramente en la escena en la que aparece el mecánico:

El mecánico dice: «Si eres hombre y cristiano y vives en Estados Unidos, tu padre es tu ideal de Dios. Y si nunca conociste a tu padre, si tu padre se marcha o muere o nunca está en casa, ¿qué crees sobre Dios?»
[...]
Como Tyler lo veía, conseguir la atención de Dios por ser malo era mejor que no obtener atención alguna. Quizás el odio de Dios sea mejor que Su indiferencia.
Si pudieras ser el peor enemigo de Dios o nadie, ¿qué elegirías?
Somos los hijos medianos de Dios, según Tyler Durden, sin un lugar especial en la historia ni atenciones especiales.
Salvo que consigamos la atención de Dios, no tenemos esperanza de condena ni redención.
¿Qué es peor, el infierno o nada?
Sólo si nos pillan y castigan podremos ser salvados.
—Quemad el Louvre —dice el mecánico— y limpiaros el culo con la Mona Lisa. De esta forma al menos Dios sabrá vuestros nombres.

Kennett arguye además que Tyler quiere usar este caos para cambiar la historia, de forma que los «hijos medianos de Dios» tengan alguna importancia histórica, con independencia de que tal importancia sea «condena o redención». Esto devolverá en sentido figurado a sus padres, pues el juicio de las generaciones futuras reemplazará al juicio de sus padres.
Tras leer historias escritas desde la perspectiva de los órganos de un hombre llamado Joe, el narrador comienza a usar expresiones parecidas para describir sus sentimientos, reemplazando a menudo los órganos con sentimientos y cosas involucradas en su vida.
El narrador repite a menudo la frase «Lo sé porque Tyler lo sabe». Esto se usa para presagiar el principal giro argumental de la novela, cuando se revela que Tyler es la misma persona que el narrador.
El color azul aciano aparece primero como el color de un icono en el ordenador del jefe del narrador. Más tarde se menciona que su jefe tiene los ojos de ese mismo color. Estas menciones al color son las primeras de muchas en los libros de Palahniuk, conteniendo todos ellos referencias al azul aciano en algún momento.

## Tramas secundarias
En la novela, Palahniuk usa al narrador y a Tyler para comentar cómo la gente de la sociedad moderna intenta dar significado a sus vidas mediante la cultura comercial. Varias líneas de la novela se refieren a este estilo de vida como sin sentido. Normalmente Palahniuk lo hace mediante métodos directos, pero hay también algunas referencias alegóricas. Por ejemplo, el narrador, tras mirar el contenido de su frigorífico, advierte que tiene «una casa llena de especias pero ninguna comida real.»
Adicionalmente, buena parte de la novela comenta la gran cantidad de hombres de la sociedad moderna insatisfechos con el estado de la masculinidad que hay actualmente. Los personajes de la novela lamentan el hecho de que muchos de ellos fueran criados por sus madres porque sus padres abandonaron sus familias o se divorciaron de sus madres. Como resultado de ellos, se ven a sí mismos como «una generación de hombres criados por mujeres», sin un modelo de papel masculino en sus vidas que les ayude a moldear su masculinidad. Esto enlaza con el tema del anticonsumismo cuando los hombres de la novela ven en su «instinto IKEA para acomodarse en casa» el resultado de la feminización de los hombres en una cultura matriarcal. Algunos lectores y críticos han advertido cómo el estado de los hombres en la novela es parecido al de las mujeres en la sociedad moderna, así como que Palahniuk puede también haber estado escribiendo sobre los problemas de la vida femenina.
El profesor de la Maryville University of St. Louis Jesse Kavadlo, en un ensayo de la revista literaria Stirrings Still, afirmó que la oposición del narrador hacia la emasculación es una forma de proyección y que el problema contra el que lucha es él mismo. También afirma que Palahniuk usa el existencialismo en la novela para disimular metáforas sobre el feminismo y el amor pudiendo así comunicar estos conceptos en una novela principalmente dirigida a una audiencia masculina.
El propio Palahniuk hace una afirmación mucho más simple sobre el tema de la novela, declarando que «todos mis libros tratan sobre una persona solitaria que busca alguna forma de relacionarse con otra gente.»
Paul Kennett afirma que, debido a que las peleas del narrador con Tyler son peleas consigo mismo y a que pelea consigo mismo delante de su jefe en el hotel, el narrador usa las peleas como una forma de hacerse valer ante su propio jefe. Kennett afirma que estas peleas son una representación del esfuerzo de los proletarios a manos del mayor poder capitalista y que, al demostrar ser capaz de tener el mismo poder, el narrador se convierte así en el que le controla. Más tarde, cuando el club de lucha se forma, todos los participantes se visten y arreglan igual, lo que les permite luchar simbólicamente con sí mismos en el club y adquirir el mismo poder.
Más adelante, dice Kennett, Tyler empieza a sentir nostalgia del poder patriarcal que le controlaba y crea el Proyecto Mayhem para conseguirlo. Mediante esta estructura de poder protofascista, el narrador busca aprender «bajo qué, o más bien, quién podría haber estado en un firme sistema patriarcal». Mediante su posición de líder en el Proyecto Mayhem, Tyler usa su poder para convertirse en un «Dios-Padre» para los monos espaciales (aunque al final de la novela sus palabras llevan más poder del que él tiene, como resulta evidente en la amenaza de los monos espaciales de castrar al narrador cuando este quebranta las órdenes de Tyler). Según Kennet, esto crea una paradoja en la que Tyler promociona la idea de que los hombres que desean ser liberados de una figura paterna controladora solo se lo advierten por sí mismos cuando han tenido hijos y se han convertido a su vez en padres. Esta nueva estructura, sin embargo, se termina cuando el narrador elimina a Tyler, permitiéndole decidir por sí mismo cómo determinar su libertad.

## Críticas
Aunque El club de la lucha ha sido elogiado por su comprensión de la cultura contemporánea estadounidense, también ha recibido críticas por parte de diversos comentaristas culturales y académicos, muchas de las cuales giran en torno a la posibilidad de que la novela promueva la misoginia y la conducta autodestructiva. Algunos pasajes de la novela parecen sugerir que los hombres tienen algo que ganar librándose de sus características femeninas y dedicándose a actividades más masculinas. Más aún, estos críticos creen que estas actividades, principalmente las peleas, son autodestructivas. Incluso más problemático es para algunos el papel de El club de la lucha en la cultura popular, pues de dicho papel resulta fácil deducir que las ideas presentadas en la novela están influyendo en la población general. Sin embargo, hay mucha polarización en este asunto. Los partidarios de la novela han respondido señalando que el narrador termina rechazando a Tyler y al club de lucha y parece también poner mucho énfasis en el desarrollo de una relación más auténtica con Marla.
Muchos críticos también calificaron a El club de la lucha de ser homoerótica. Entre estos estuvo David Denby de The New Yorker y Laura Miller de Salon.com, quienes usaron estas acusaciones para desacreditar a Palahniuk. Además, Robert Alan Brook y Robert Westerfelhaus publicaron Hiding Homoeroticism in Plain View: The Fight Club DVD as Digital Closet (‘Escondiendo el homoerotismo a la vista de todos: El DVD de El club de la lucha como armario digital’) haciendo acusaciones parecidas. Merece la pena señalar que todas estas acusaciones fueran hechas antes de que Palahniuk reconociese públicamente su homosexualidad.

## Premios
La novela ganó los siguientes premios:
- 1997: Premio de la Pacific Northwest Booksellers Association.[36]
- 1997: Premio a la mejor novela Oregon Book.[37]

## Secuela
En 2015 Dark Horse Comics empezó a publicar mensualmente la serie limitada en formato cómic Fight Club 2, escrita por Chuck Palahniuk e ilustrada por Cameron Stewart.

## Precuela
El relato corto Excursion de la colección Make Something Up: Stories You Can't Unread de Chuck Palahniuk sirve de precuela para Fight Club.